# Gare de Bas-Évette
Gare de Bas-Évette – stacja kolejowa w Evette-Salbert, w departamencie Territoire de Belfort, w regionie Burgundia-Franche-Comté, we Francji. Jest zarządzana przez SNCF (budynek dworca) i przez RFF (infrastruktura).
Stacja jest obsługiwana przez pociągi TER Franche-Comté.

## Położenie
Znajduje się na linii Paryż – Miluza, w km 435,830, między stacjami Champagney i Trois-Chênes, na wysokości 391 m n.p.m.

## Linie kolejowe
- Paryż – Miluza